# Агаян, Алек
Алек Агаян (перс. آلکساندر آقایان‎, арм. Ալեք Աղայան; 1886, Тебриз, Иран — 1963, Тегеран, Иран) — иранский юрист. Один из основателей Иранской страховой акционерной компании, создатель первой в Иране компании по перевозке грузов, а также первого института и юридического бюро в Иране. Заключил первое международное транзитное соглашения между Ираном и Турции. 

## Биография
Агаян родился в Тебризе в 1886 году. В детстве он поехал со своей семьей в Казвин и к своему дяде Микаэлю. В этом городе он получил начальное образование и отправился в Европу для получения среднего образования. После окончания средней школы он сразу поступил в Лозаннский университет в Швейцарии и изучал право.
После вернулся в Иран работал юристом. Он, отвечал за представление большинства иностранных страховых агентств в Иране.
Является одним из основателей Иранской страховой акционерной компании, став членом её первого совета директоров.